# Cerbois
Cerbois est une commune française située dans le département du Cher, en région Centre-Val de Loire.

## Géographie
La commune fait partie du canton de Mehun-sur-Yèvre,.
Le bourg est traversé par la route départementale 123 ainsi que la route départementale 20 (axe Reuilly – Mehun-sur-Yèvre).

### Climat
Pour des articles plus généraux, voir Climat du Centre-Val de Loire et Climat du Cher.
En 2010, le climat de la commune est de type climat océanique dégradé des plaines du Centre et du Nord, selon une étude du CNRS s'appuyant sur une série de données couvrant la période 1971-2000. En 2020, Météo-France publie une typologie des climats de la France métropolitaine dans laquelle la commune est exposée à un climat océanique altéré et est dans la région climatique  Centre et contreforts nord du Massif Central, caractérisée par un air sec en été et un bon ensoleillement. 
Pour la période 1971-2000, la température annuelle moyenne est de 11,3 °C, avec une amplitude thermique annuelle de 15,4 °C. Le cumul annuel moyen de précipitations est de 709 mm, avec 11,1 jours de précipitations en janvier et 7 jours en juillet. Pour la période 1991-2020, la température moyenne annuelle observée sur la station météorologique la plus proche, située sur la commune de Quincy à 5 km à vol d'oiseau, est de 12,1 °C et le cumul annuel moyen de précipitations est de 735,0 mm,. Pour l'avenir, les paramètres climatiques de la commune estimés pour 2050 selon différents scénarios d'émission de gaz à effet de serre sont consultables sur un site dédié publié par Météo-France en novembre 2022.
| Mois                                  | jan.             | fév.            | mars          | avril         | mai             | juin           | jui.           | août           | sep.          | oct.            | nov.             | déc.             | année      |
| ------------------------------------- | ---------------- | --------------- | ------------- | ------------- | --------------- | -------------- | -------------- | -------------- | ------------- | --------------- | ---------------- | ---------------- | ---------- |
| Température minimale moyenne (°C)     | 1,5              | 1               | 3,1           | 4,9           | 8,9             | 11,8           | 13,4           | 13,4           | 10            | 7,9             | 3,5              | 1,7              | 6,8        |
| Température moyenne (°C)              | 4,7              | 5,2             | 8,5           | 10,9          | 15,1            | 18,5           | 20,3           | 20,3           | 16,4          | 12,8            | 7,4              | 4,8              | 12,1       |
| Température maximale moyenne (°C)     | 7,9              | 9,4             | 14            | 16,9          | 21,4            | 25,1           | 27,2           | 27,3           | 22,7          | 17,8            | 11,3             | 7,8              | 17,4       |
| Record de froid (°C) date du record   | −19,6 09.01.1985 | −16 05.02.1963  | −12 01.03.05  | −6 04.04.1973 | −1,3 05.05.1979 | 0,9 05.06.1976 | 3,3 06.07.1979 | 2,6 26.08.1966 | 0 30.09.1972  | −6,8 30.10.1997 | −11,2 23.11.1993 | −12,5 31.12.1985 | −19,6 1985 |
| Record de chaleur (°C) date du record | 18,3 05.01.1999  | 22,8 24.02.1990 | 25,7 19.03.05 | 30,9 30.04.05 | 34,8 27.05.05   | 38,4 22.06.03  | 39,4 26.07.06  | 42,4 10.08.03  | 35,9 04.09.05 | 30,8 01.10.1985 | 22,9 03.11.1994  | 20,3 16.12.1989  | 42,4 2003  |
| Précipitations (mm)                   | 59,3             | 50,3            | 52            | 61,2          | 75,5            | 52,8           | 59,9           | 56,6           | 58,1          | 71,4            | 68,2             | 69,7             | 735        |

## Urbanisme

### Typologie
Au 1er janvier 2024, Cerbois est catégorisée commune rurale à habitat dispersé, selon la nouvelle grille communale de densité à 7 niveaux définie par l'Insee en 2022.
Elle est située hors unité urbaine. Par ailleurs la commune fait partie de l'aire d'attraction de Bourges, dont elle est une commune de la couronne,. Cette aire, qui regroupe 111 communes, est catégorisée dans les aires de 50 000 à moins de 200 000 habitants,.

### Occupation des sols
L'occupation des sols de la commune, telle qu'elle ressort de la base de données européenne d’occupation biophysique des sols Corine Land Cover (CLC), est marquée par l'importance des territoires agricoles (66,6 % en 2018), en diminution par rapport à 1990 (69,5 %). La répartition détaillée en 2018 est la suivante : 
terres arables (66,3 %), forêts (31 %), zones urbanisées (2,4 %), zones agricoles hétérogènes (0,4 %).
L'évolution de l’occupation des sols de la commune et de ses infrastructures peut être observée sur les différentes représentations cartographiques du territoire : la carte de Cassini (XVIIIe siècle), la carte d'état-major (1820-1866) et les cartes ou photos aériennes de l'IGN pour la période actuelle (1950 à aujourd'hui).

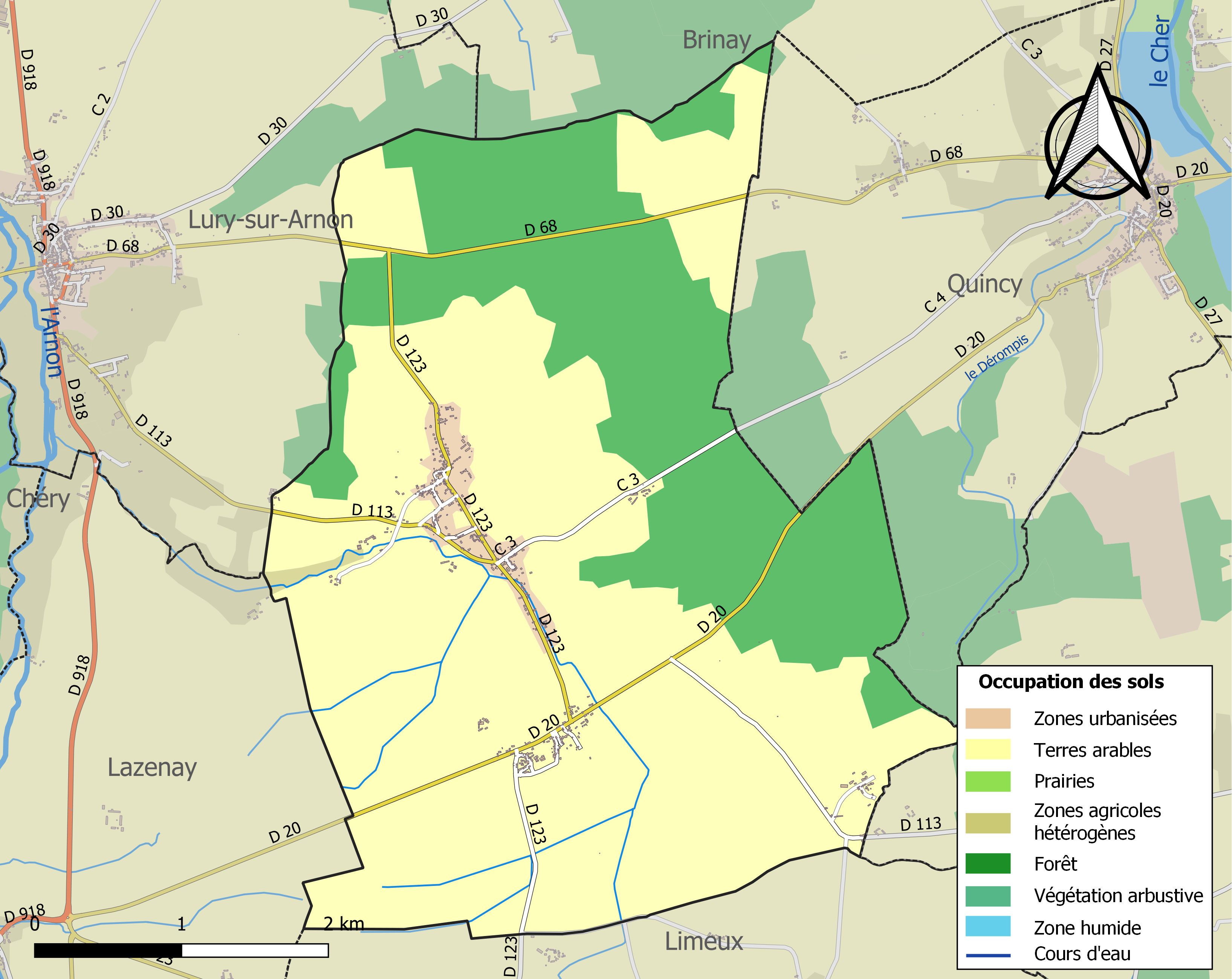
Carte des infrastructures et de l'occupation des sols de la commune en 2018 (CLC).

### Risques majeurs
Le territoire de la commune de Cerbois est vulnérable à différents aléas naturels : météorologiques (tempête, orage, neige, grand froid, canicule ou sécheresse), mouvements de terrains et séisme (sismicité faible). Un site publié par le BRGM permet d'évaluer simplement et rapidement les risques d'un bien localisé soit par son adresse soit par le numéro de sa parcelle.

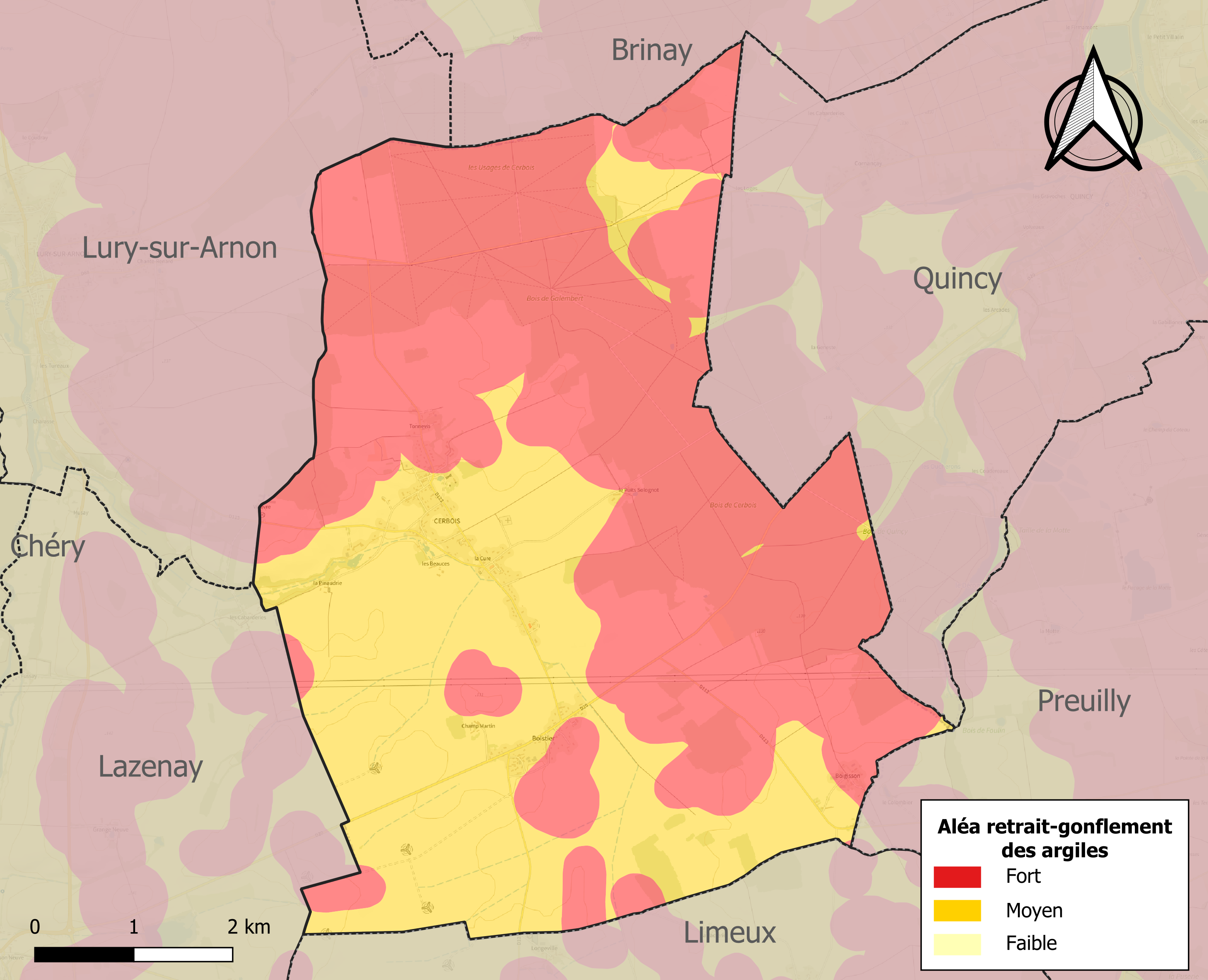
Carte des zones d'aléa retrait-gonflement des sols argileux de Cerbois.

La commune est vulnérable au risque de mouvements de terrains constitué principalement du retrait-gonflement des sols argileux. Cet aléa est susceptible d'engendrer des dommages importants aux bâtiments en cas d’alternance de périodes de sécheresse et de pluie. La totalité de la commune est en aléa moyen ou fort (90 % au niveau départemental et 48,5 % au niveau national). Sur les 222 bâtiments dénombrés sur la commune en 2019, 222 sont en aléa moyen ou fort, soit 100 %, à comparer aux 83 % au niveau départemental et 54 % au niveau national. Une cartographie de l'exposition du territoire national au retrait gonflement des sols argileux est disponible sur le site du BRGM,.
Concernant les mouvements de terrains, la commune a été reconnue en état de catastrophe naturelle au titre des dommages causés par la sécheresse en 1989, 2006, 2011 et 2018 et par des mouvements de terrain en 1999.

## Histoire
L'ancienne paroisse relevait jadis de l'abbaye Notre-Dame d'Issoudun.

## Politique et administration
| Période    | Période       | Identité        | Étiquette | Qualité                    |
| ---------- | ------------- | --------------- | --------- | -------------------------- |
|            |               |                 |           |                            |
| avant 1981 | 2001          | Huguette Ponroy |           |                            |
|            |               |                 |           |                            |
| mars 2001  | 21 avril 2015 | Didier Duret    | DVD       | Retraité Fonction publique |
| avril 2015 | en cours      | Muriel Lecleir, |           | Fonctionnaire              |

## Démographie
La communauté de Cerbois est en crise démographique au début du XVIIIe siècle, puisqu'elle passe de 75 feux en 1709 à 60 en 1726. L’hiver de 1709-1710 notamment cause de nombreuses pertes, ainsi que la grande canicule de 1719 (qui tua beaucoup par dysenterie).
L'évolution du nombre d'habitants est connue à travers les recensements de la population effectués dans la commune depuis 1793. Pour les communes de moins de 10 000 habitants, une enquête de recensement portant sur toute la population est réalisée tous les cinq ans, les populations de référence des années intermédiaires étant quant à elles estimées par interpolation ou extrapolation. Pour la commune, le premier recensement exhaustif entrant dans le cadre du nouveau dispositif a été réalisé en 2005.

En 2022, la commune comptait 398 habitants, en évolution de −8,08 % par rapport à 2016 (Cher : −2,48 %, France hors Mayotte : +2,11 %).
| 1793 | 1800 | 1806 | 1821 | 1831 | 1836 | 1841 | 1846 | 1851 |
| ---- | ---- | ---- | ---- | ---- | ---- | ---- | ---- | ---- |
| 467  | 290  | 328  | 544  | 503  | 522  | 514  | 495  | 559  |

| 1856 | 1861 | 1866 | 1872 | 1876 | 1881 | 1886 | 1891 | 1896 |
| ---- | ---- | ---- | ---- | ---- | ---- | ---- | ---- | ---- |
| 611  | 652  | 679  | 644  | 650  | 658  | 624  | 562  | 545  |

| 1901 | 1906 | 1911 | 1921 | 1926 | 1931 | 1936 | 1946 | 1954 |
| ---- | ---- | ---- | ---- | ---- | ---- | ---- | ---- | ---- |
| 530  | 525  | 502  | 440  | 449  | 400  | 367  | 345  | 345  |

| 1962 | 1968 | 1975 | 1982 | 1990 | 1999 | 2005 | 2006 | 2010 |
| ---- | ---- | ---- | ---- | ---- | ---- | ---- | ---- | ---- |
| 314  | 296  | 264  | 253  | 313  | 359  | 414  | 419  | 445  |

| 2015 | 2020 | 2022 | - | - | - | - | - | - |
| ---- | ---- | ---- | - | - | - | - | - | - |
| 432  | 407  | 398  | - | - | - | - | - | - |

## Économie
La viticulture est l'une des activités de la commune, qui se trouve dans la zone couverte par l'AOC reuilly.

## Culture locale et patrimoine

### Lieux et monuments
- Site gallo-romain révélé par photo aérienne.
- Château des XVe et XVIe siècles.
- Église moderne Saint-Martin qui abrite des statues XVIIe siècle.

### Héraldique
| Blason de Cerbois | Blason  | D'or à la croix de gueules, au comble de vair à l'antique d'une tire (alias : au chef denté en forme de cloches de vair d'azur). |
| Blason de Cerbois | Détails | Inspiré du blason de la famille De Laage de Cerbois. Le statut officiel du blason reste à déterminer.                            |